# Hôtel Dyel des Hameaux
Hôtel Dyel des Hameaux (též Grand Hôtel de Rohan) je městský palác v Paříži. Nachází se v historické čtvrti Marais na náměstí Place des Vosges. Majiteli domu jsou Dominique Strauss-Kahn a jeho bývalá manželka, novinářka Anne Sinclair.

## Umístění
Hôtel Dyel des Hameaux má číslo 13 na náměstí Place des Vosges. Nachází se na západní straně náměstí ve 4. obvodu.

## Historie
Palác byl dostavěn v roce 1609. Palác koupil kolem roku 1635 Antoine de Rochebaron a v letech 1643–1644 jej nechal přestavět. 1680 získal palác vévoda Louis de Rohan-Chabot, v jehož rodině zůstal do roku 1764, kdy ho koupil François Prévost.
V roce 1920 byly části fasády a střech zapsány na seznam historických památek, jejich zbývající části byly zapsány v roce 1955 a roku 1956 podloubí.
V roce 2007 zakoupili manželé Strauss-Kahnovi tento dům jako svou soukromou rezidenci, která je v jejich majetku i po rozvodu v roce 2013.